# Малкин, Жак
Жак Малкин (фр. Jacques Malkin, собственно Яков Малкин; 16 декабря 1875, Одесса — 8 декабря 1964, Нью-Йорк) — американский скрипач и музыкальный педагог российского происхождения. Брат Джозефа и Манфреда Малкиных, отец художника Жоржа Малкина.

## Биография
Родился в семье Фридмана Малкина и Голды Фарберовой. С 1893 года учился в Парижской консерватории, в 1898 году женился на своей соученице, датской скрипачке Ингеборг Магнус, в том же году родился их сын Жорж. Выступал в составе семейного трио как во Франции, так и после того, как все братья перебрались в США, в 1928 году записал фортепианное трио Бедржиха Сметаны. Во время Первой мировой войны руководил оркестром, дававшим концерты для американских солдат во Франции непосредственно на линии фронта. Ещё в парижский период заинтересовался старинной музыкой, участвовал в выступлениях «Общества концертов на старинных инструментах» под руководством Камиля Сен-Санса и Анри Казадезюса, в 1930-е гг. руководил специализировавшимся в этой области Ренессанс-квинтетом, в котором играл на виоль д’амур. Преподавал в Нью-Йорке в консерватории под руководством брата Манфреда (здесь среди его учеников были Уильям Шуман и Джулиус Шульман), а затем в Бостоне в консерватории под руководством брата Джозефа.
Сестра — оперная певица (сопрано) Беата Малкин (1892—1973).